# 北梅德韦德科沃区
北梅德韦德科沃区（俄語：район Северное Медведково）是莫斯科东北行政区的一区，面积5.66平方公里，人口129,632人。梅德韦德科沃站是该区内的地铁站。它与洛西诺奥斯特罗夫斯克区、巴布什金区、比比列沃区和南梅德韦德科沃区接壤。